# پاتریک الیاش
پاتریک الیاش (چکی: Patrik Eliáš؛ زادهٔ ۱۳ آوریل ۱۹۷۶) بازیکن هاکی روی یخ اهل جمهوری چک بود.
وی همچنین برندهٔ جوایزی همچون جام استنلی شده‌است.